# 阮居貞
阮居貞（越南语：／；1716年—1767年），本名阮登儀（越南语：／），字居貞，以字行，號澹庵（越南语：／），越南阮主政權官員，封儀表侯（越南语：／），阮朝時期追贈新明侯（越南语：／）。

## 身世
阮居貞祖籍在乂安處德光府天祿縣（今屬河靜省干祿縣），遠祖鄭柑在後黎朝官至兵部尚書。莫朝建立後，鄭柑遷居順化處肇豐府香茶縣安和社（今順化市安和坊安和村），於是子孫入籍此地，後代多出仕阮主政權，當時有“學同寅，試安和”（同寅社的人學問高，安和社的人參加科舉出仕多）的美名。阮居貞的父親阮登第是鄭柑七世孫，官至正營記錄，為阮主阮福淍倚重，全族賜姓阮氏。

## 生平
永盛十二年（1716年），阮居貞出生。阮居貞是父親幼子，小時候就非常聰穎，11歲時就能寫文作詩，和從兄阮登盛齊名。景興元年（1740年），阮主阮福濶開科取士，阮居貞考中，被任命為肇豐知府，不久改任文職院。阮居貞任職期間遇事敢言，有諍臣風範。景興五年（1744年）夏，阮福濶正式稱王，阮主政權頒佈的新典章制度由阮登盛設計，而辭令則由阮居貞撰寫。
阮居貞素有謀略，斷事合宜。景興十一年（1750年），石壁蠻侵擾廣義，阮主軍隊無法剿除石壁蠻。阮居貞到任後，先是寫信招降，但石壁蠻堅守不出；其後商議軍隊進討之策，軍中上下大多以石壁蠻地方險遠為由，阻撓出兵。於是阮居貞以僧尼問答的形式，以喃字寫《仕娓書集》來諷喻軍官，最終順利率兵進討石壁蠻，結果石壁蠻四散逃走。阮居貞怕軍隊撤出後石壁蠻再回來佔據此地，於是在這裡設置寨栅，留兵戶屯田，假裝要在此地長期駐守。石壁蠻見狀只好向阮居貞投降。阮居貞因此事得到了阮福濶的嘉獎。
景興十二年（1751年）冬，阮居貞上疏，談到國內民間疾苦，認為“民惟國本，本不固則邦不寧。平居之日，不有以恩結民；有事之秋，將何倚恃”。當時阮主境內吏治敗壞，百姓賦稅沉重，不少民眾流離失所。阮居貞提出了四條解決積弊的意見，但奏疏呈上去之後再無下文。於是阮居貞請求辭去職務。
不久，阮福濶召還阮居貞，任命他為布政營記錄。阮居貞到任之後，增修屯堡，防範鄭氏南侵。當時反對鄭氏的後黎朝皇族黎維逃到了鎭寧（今老撾川壙省），鄭氏以討伐黎維為由，向阮居貞提出借道的請求，被阮居貞回信嚴詞拒絕。
景興十四年（1753年）冬，阮福濶任命該隊善政為統率，阮居貞為參謀，率領五營軍隊討伐高綿，攻佔牛渚。景興十五年（1754年）夏，阮居貞與善政兵分兩路，進攻高綿。阮居貞從秦犂北到湄公河，和善政在爐淹屯會合，雷巤、尋奔、求南、南榮四府都向阮居貞大軍投降，阮居貞趁機招降了崑蠻。景興十六年（1755年）春，善政帶著數千崑蠻返回美湫屯，高綿軍隊在無斜恩發動偷襲。阮居貞率大軍救援善政，並護送崑蠻至婆丁山。然後上疏彈劾善政“坐失機宜”。阮主任命張福猷為統率，取代善政。
阮居貞和張福猷以崑蠻為嚮導，進攻求南和南榮二府，高綿國王傑·傑塔七世（匿原）逃奔河仙鎮，並獻尋奔、雷巤二府之地賠罪。阮福濶最初不想答應傑·傑塔的賠罪。阮居貞認為“欲開疆拓土，宜先取此二府以固二營背後”，其餘領土可以緩緩圖之。阮福濶這才答應了傑·傑塔的賠罪條件。不久，匿原去世，阮主封烏迭二世（匿尊）為高綿國王。烏迭則向阮主獻出尋楓龍府。阮居貞奏請移龍湖營到尋袍處，並在沙的處設東口道，前江設新洲道，後江設朱篤道，都統屬於龍湖營。
景興二十六年（1765年），阮福淳即位，召還阮居貞，任命他為吏部尚書兼漕運使。當時權臣張福巒以自己有策立之功，驕橫專權，曾召集百官前往自己私第議事。阮居貞接到命令後大發議論，認為“亂天下者必此人也”。結果羣臣都不敢前往張福巒私第。張福巒為此深恨阮居貞，但又敬畏阮居貞而不敢加害於他。
景興二十八年（1767年）夏，阮居貞去世，享年五十二歲。贈佐理功臣特進柱國金紫榮祿大夫正治上卿參議，諡文定。明命二十年（1839年），明命帝追錄阮居貞功勞，贈開國功臣、榮祿大夫、協辦大學士，領吏部尚書，改諡文恪，封新明侯，從祀太祖廟。

## 文學
阮居貞擅長作文，又工於詩詞，著有《澹庵集》、喃字文集《仕娓書集》。在出征真臘期間，曾與河仙鎮總兵鄚天賜唱和，有《和河仙十詠》傳世。

## 家庭
阮居貞有二子。
- 長阮居佾
- 次阮居俊